# Mænds sundhed og sygdomme
Mænds Sundhed og Sygdomme (eller Men’s Health) er et tvær- og flervidenskabeligt fagområde. Mænds sundhed og sygdomme kombinerer sundhedsvidenskabelig viden med bl.a. psykologisk, sociologisk, antropologisk, historisk, økonomisk og adfærdsmæssige viden. 

## Eksternt link
- Selskab for Mænds Sundhed, Danmark (SMSdk)
- Sundhed-EU-portal – Mænd